# Fidèle Rakotonirina
Fidèle Rakotonirina, né le 24 avril 1953 et mort le 21 août 2003, est un athlète malgache, spécialiste du lancer du javelot.

## Biographie
Il remporte le titre du lancer du javelot des Championnats d'Afrique de 1990, au Caire, devant le Nigérian Pius Bazighe et l'Ougandais Justin Arop.
Officier supérieur militaire de carrière au sein de l'armée malgache, et non moins parmi les membres du cabinet à la présidence de la République de Madagascar, Fidèle Rakotonirina évoluait dans l'équipe des Forces armées de la grande île, le COSFAP.

### Palmarès
| Date | Compétition            | Lieu     | Résultat | Épreuve           | Performance |
| ---- | ---------------------- | -------- | -------- | ----------------- | ----------- |
| 1990 | Championnats d'Afrique | Le Caire | 1er      | Lancer du javelot | 69,50 m     |

### Records
| Épreuve           | Performance | Lieu    | Date         |
| ----------------- | ----------- | ------- | ------------ |
| Lancer du javelot | 69,92 m     | Mahitsy | 10 juin 1990 |